# Барабаш, Александр Тихонович
Александр Тихонович Барабаш (укр. Олександр Тихонович Барабаш; 11 сентября 1923, Новая Водолага, Валковский уезд, Харьковская губерния, Украинская ССР, СССР — 16 января 2004) — советский и украинский учёный-правовед, специалист в области трудового права. Кандидат юридических наук (1953), профессор (1993). С 1993 года занимал должность профессора кафедры трудового права Национальной юридической академии Украины имени Ярослава Мудрого. Участник Великой Отечественной войны.

## Биография
Александр Барабаш родился 11 сентября 1923 года в городе Новая Водолага Валковского уезда Харьковской губернии. С 1941 по 1942 год принимал участие в боях Великой Отечественной войны на Западном и Сталинградском фронтах, имел звание лейтенанта и был командиром взвода. Во время войны стал инвалидом.
Высшее образование А. Т. Барабаш получил в Харьковском юридическом институте, который окончил в 1948 году и сразу же поступил в аспирантуру в этот же вуз. В 1949 году Александр Тихонович начал трудиться в Харьковском юридическом институте на кафедре гражданского права и процесса. В 1951 году он окончил аспирантуру и занял должность ассистента. В 1954 году перешёл на кафедру трудового, колхозного и земельного права этого же вуза. Далее последовательно занимал должности старшего преподавателя и доцента.
В 1968 году кафедра, на которой работал Александр Барабаш, была реорганизована, и он продолжил работать на новосозданной кафедре трудового права. Начиная с 1993 года занимал должность профессора на этой кафедре Украинской юридической академии (до 1991 года — Харьковский юридический институт, с 1995 — Национальная юридическая академия Украины имени Ярослава Мудрого).
Александр Тихонович скончался 16 января 2004 года.

## Научная деятельность
Александр Тихонович занимался исследованием таких проблем трудового права как трудовые правоотношения, правовые аспекты регулирования трудовой дисциплины, материальная ответственность в трудовом праве. В 1953 году под научным руководством кандидата юридических наук, доцента М. И. Бару выполнил и защитил диссертацию на соискание учёной степени кандидата юридических наук на тему «Правовые вопросы вознаграждения за труд членов промысловой кооперации». Официальными оппонентами Александра Тихоновича были доктор юридических наук, профессор А. Е. Пашерстник и доцент П. Я. Шумский. В том же году ему была присвоена соответствующая учёная степень, а в 1993 году учёное звание профессора.
Помимо научной деятельности, занимался научно-практической работой. В 1992 году стал одним из соавтором проекта Закона Украины «Об охране труда». Участвовал в создании Постановления Пленума Верховного Суда Украины «О практике рассмотрения судами трудовых споров». Также составлял различные нормативно-правовые акты для ряда министерств, в том числе и для Министерства образования и науки Украины.
Также профессор Барабаш занимался подготовкой учёных-правоведов. Был научным руководителем четырёх кандидатов юридических наук, среди которых были Л. И. Лазор (1985), Т. Г. Маркина (2000).
За период своей научной деятельности А. Т. Барабаш стал автором и соавтором 160 научных трудов. Среди его научных трудов основными считаются:
- Трудовое право и повышение эффективности общественного производства / АН СССР, Ин-т государства и права; под ред. С. А. Иванова. — М. : Наука, 1972. — 422 с. — Из содерж.: Соблюдение трудовой дисциплины / А. Т. Барабаш. — Гл. 5, § 2. — С. 336—369; Опыт борьбы с прогулами / А. Т. Барабаш, Г. С. Гончарова. — Гл. 5, § 3. — С. 369—382.
- Радянське трудове право : [підручник] / за заг. ред. М. Й. Бару. — К. : Вища шк., 1975. — 360 с. — Зі змісту: Дисципліна праці / О. Т. Барабаш. — Розд. 11. — С. 243—270; Матеріальна відповідальність робітників і службовців / О. Т. Барабаш. — Розд. 12. — С. 271—289; Державне соціальне страхування / О. Т. Барабаш. — Розд. 14. — С. 318—355.
- Барабаш А. Т. Ответственность за нарушение трудовой дисциплины. — Киев : Вища шк., 1977. — 47 с.
- Барабаш О. Т. Дисципліна праці : навч. посіб. / Укр. держ. юрид. акад. — Х., 1994. — 52 с.

Принимал участие в написании статей для 6-томной украинской «Юридической энциклопедии» (укр. «Юридична енциклопедія») (1998—2004).

## Награды
Александр Тихонович был удостоен двенадцати государственных наград, в числе которых были: орден Отечественной войны I степени (6 апреля 1985), орден Красной Звезды (6 мая 1965), медаль «За победу над Германией в Великой Отечественной войне 1941—1945 гг.» (9 мая 1945). Министерство образования удостоило А. Т. Барабаша нагрудного знака «Отличник высшей школы».